# Artsmithita
L'artsmithita és un mineral de la classe dels fosfats. Rep el seu nom d'Arthur E. Smith Jr. (1935-2009), geòleg del petroli nord-americà i col·leccionista de minerals, qui originalment va trobar el material.

## Característiques
L'artsmithita és un fosfat d'alumini i mercuri, amb fórmula química (Hg2+)₂Al(PO₄)1,74(OH)1,78. Cristal·litza en el sistema monoclínic formant nius embullats de fibres de cristalls aciculars. La seva duresa a l'escala de Mohs es troba entre 1,5 i 2, sent un mineral tou. És un mineral incolor, amb ratlla blanquinosa a crema. Té una fractura irregular i diafanitat transparent.
Segons la classificació de Nickel-Strunz, l'artsmithita pertany a «08.BO: Fosfats, etc. amb anions addicionals, sense H₂O, només amb cations de mida gran, (OH, etc.):RO₄ sobre 1:1» juntament amb els següents minerals: nacafita, preisingerita, petitjeanita, schumacherita, atelestita, hechtsbergita, smrkovecita, kombatita, sahlinita, heneuïta, nefedovita, kuznetsovita i schlegelita.

## Formació i jaciments
Se'n troba com a farciment de fractures en arenisca Jackfork amb altres minerals de mercuri. La seva localitat tipus, i únic indret on se n'ha trobat artsmithita, és la prospecció Funderburk, al Comtat de Pike, Arkansas (Estats Units).